# Lutz Moik
Lutz Moik (* 10. November 1930 in Berlin; † 4. Juli 2002 ebenda; eigentlich Lutz-Jürgen Moik) war ein deutscher Schauspieler und Synchronsprecher. Er erlangte 1950 durch Paul Verhoevens Verfilmung des Märchens Das kalte Herz große Bekanntheit.

## Leben und Werk

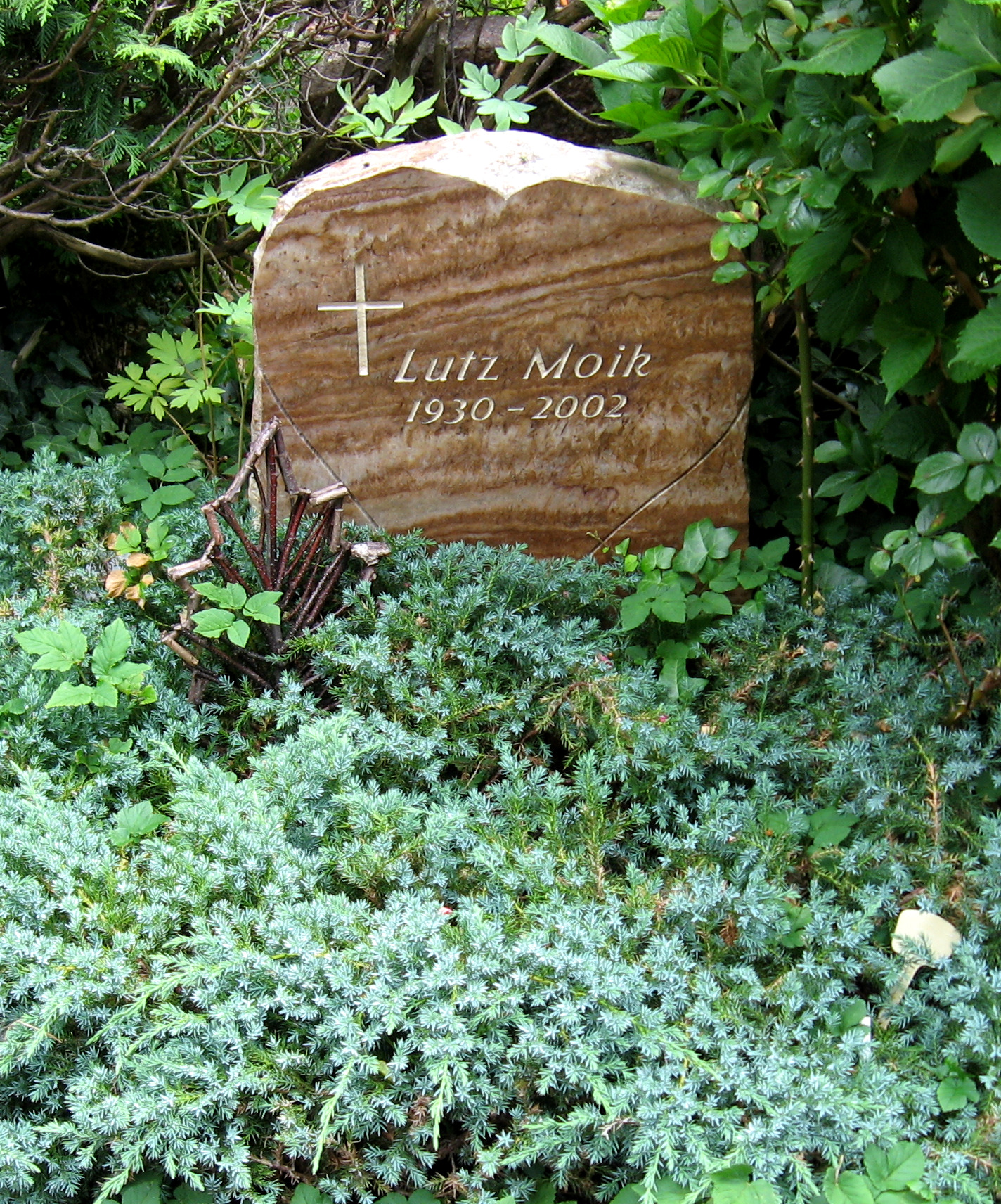
Grab auf dem Friedhof Stubenrauchstraße in Berlin-Friedenau

Lutz Moik wurde als Sohn eines Chemikers und einer Hausfrau in Berlin geboren. Mit seinen zwei Geschwistern musste er früh den Tod seines Vaters verwinden, woraufhin seine Familie auseinanderbrach. Die Mutter sah sich außerstande, die Familie zu ernähren, so dass Moik in einem Militär-Waisenhaus in Potsdam unterkam, wo er einen Teil seiner Kindheit verbrachte. 1942 wurde er dort als Schuljunge von Regisseur Robert A. Stemmle für eine kleine Rolle in dem Film Meine Herren Söhne an der Seite von Werner Hinz entdeckt. Weitere Filmaufgaben folgten, unter anderem in Hans Robert Bortfelds Frühlingsmelodie und Erich Waschnecks Eine reizende Familie.
Nach dem Ende des Zweiten Weltkrieges arbeitete der 15-jährige Moik zunächst als Sprecher beim Funk in diversen Hörspielen, als er ein Studium der Kunstgeschichte aufnahm, um Bühnenbildner zu werden. Nebenbei nahm er privaten Schauspielunterricht bei Leonore Ehn, als er 1947 die Hauptrolle in Hans Müllers Nachkriegsdrama Und finden dereinst wir uns wieder… angeboten bekam. Nach einer weiteren Zusammenarbeit mit dem Filmregisseur, dem DEFA-Streifen 1-2-3 Corona, brach Moik sein Studium ab und konzentrierte sich auf seine Karriere als Darsteller. Er wirkte in mehreren Filmen für die ostdeutsche Filmproduktionsgesellschaft DEFA mit und ab 1951 auch in bundesdeutschen Filmen.
Im Alter von 19 Jahren spielte er unter der Regie von Paul Verhoeven im Märchenfilm Das kalte Herz (1950) die Hauptrolle, dem ersten deutschen Nachkriegs-Farbfilm, der national wie auch international hoch gelobt wurde. In der Folge arbeitete er im Ost- wie auch im Westteil Berlins. Ein Jahr nach dem Erfolg mit Das kalte Herz trat er in dem Drama Hanna Amon von Regisseur Veit Harlan auf. Nach Moiks Zusammenarbeit mit Harlan, aufgrund seiner Propagandafilme im Nationalsozialismus ein umstrittener Name, wollte die DEFA Moik nicht mehr verpflichten. Schließlich entschied er sich für eine Übersiedlung in die Bundesrepublik, kam dort jedoch mit dem Image als DEFA-Star kaum noch in Hauptrollen zum Zuge. Somit geriet die anfangs vielversprechende Kinokarriere von Moik, der von seiner Ehefrau als unpolitisch beschrieben wurde, auch durch den Kalten Krieg schnell ins Stocken.
Daraufhin trat Moik vermehrt im Fernsehen und am Theater auf. Einige von Moiks bekanntesten Kinofilmen entstanden in den ausgehenden 1950er-Jahren und in den frühemn 1960er-Jahren, darunter seine Nebenrollen in Der eiserne Gustav (1958) mit Heinz Rühmann und Fabrik der Offiziere (1960) unter Regie von Frank Wisbar. In der erfolgreichen Familienserie Till, der Junge von nebenan spielte er von 1967 bis 1968 als Peter Hauser den Vater der Hauptfigur Till. Ebenfalls 1967 wirkte er neben Grethe Weiser in dem Theaterstück Keine Leiche ohne Lilly mit. In den 1970er-Jahren sah man Moik in weiteren Fernsehserien wie Drüben bei Lehmanns, Ein Herz und eine Seele und Timm Thaler.
1981 und 1983 spielte er in zwei Frankfurter Tatorten den Kommissar Bergmann, wurde dann aber wegen einer Erkrankung an Multipler Sklerose in seinem Beruf immer eingeschränkter. Eine seiner letzten Fernsehrollen verkörperte er zwischen 1992 und 1993 als Millionär Richard Graf in der Seifenoper Gute Zeiten, schlechte Zeiten. Im Rollstuhl spielte Lutz Moik noch kleinere Rollen und hielt Lesungen, oft gemeinsam mit seiner Wiener Ehefrau Anna Moik-Stötzer, ab.
Als Synchronsprecher lieh er unter anderem David Hemmings in Blow Up, Mickey Rooney in Die Brücken von Toko-Ri, George Peppard in Als Jim Dolan kam oder Earl Holliman in Die vier Söhne der Katie Elder seine Stimme.
Lutz Moik erlag am 4. Juli 2002 im Alter von 71 Jahren seiner schweren Krankheit. Beigesetzt wurde er auf dem Friedhof Schöneberg III (Nr. 15–48) in Berlin-Friedenau. Er war Ehrenmitglied der Europäischen Kulturwerkstatt Berlin-Wien (EKW).

## Filmografie
- 1944/48: Eine reizende Familie
- 1945: Meine Herren Söhne
- 1945: Frühlingsmelodie
- 1947: Und finden dereinst wir uns wieder…
- 1948: 1-2-3 Corona
- 1949: … und wenn’s nur einer wär’ …
- 1950: Fünf unter Verdacht
- 1950: Bürgermeister Anna
- 1950: Das kalte Herz
- 1951: Die Schuld des Dr. Homma
- 1951: Hanna Amon
- 1952: Der fröhliche Weinberg
- 1953: Christina
- 1954: Räubergeschichte (TV)
- 1955: Seit Adam und Eva (TV)
- 1956: Meine 16 Söhne
- 1957: Mr. Gillie (TV)
- 1957: Rosalinde (TV)
- 1958: Die letzte Station (TV)
- 1958: Amphitryon (TV)
- 1958: Das verbotene Paradies
- 1958: Der eiserne Gustav
- 1959: Sind Sie frei, Fräulein? (TV)
- 1960: Himmel, Amor und Zwirn
- 1960: Fabrik der Offiziere
- 1963: Meine Frau Susanne: Die Sprechstundenhilfe (Fernsehserie)
- 1963: Eine leichte Person (TV)
- 1963: Bitte recht freundlich (Fernsehfilm)
- 1963: Kapitäne der Landstraße (Fernsehserie – 4 Folgen)
- 1964: Im Tingeltangel tut sich was (TV)
- 1966: Der Mann, der sich Abel nannte (Fernsehfilm)
- 1966: Förster Horn (Fernsehserie, 4 Folgen)
- 1967: Slatin Pascha: Aufstand im Sudan (Fernsehserie)
- 1967: Keine Leiche ohne Lily (TV-Aufzeichnung einer Theateraufführung)
- 1967: Das ausgefüllte Leben des Alexander Dubronski (TV)
- 1967–1968: Till, der Junge von nebenan (Fernsehserie, 13 Folgen)
- 1971–1973: Drüben bei Lehmanns (Fernsehserie, 12 Folgen)
- 1973: Ein Herz und eine Seele (Fernsehserie, Folge Hausverkauf)
- 1978: Pastorale 1943
- 1978: Ausgerissen! Was nun? (Fernsehserie, Folge Der Dauergast)
- 1978: Unternehmen Rentnerkommune (Fernsehserie, Folge Bewährung)
- 1979: Kommissariat IX (Fernsehserie, Folge Der Preisbrecher)
- 1980: Timm Thaler (Fernseh-Miniserie, 2 Folgen)
- 1981: Tatort: Schattenboxen (Fernsehfilm)
- 1983: Tatort: Blütenträume (Fernsehfilm)
- 1984: Heinrich IV. (Fernsehfilm)
- 1985: Fritz Golgowsky (Fernsehserie)
- 1988: Justitias kleine Fische (Fernsehserie, 1 Folge)
- 1988: Der Knick – Die Geschichte einer Wunderheilung (Fernsehfilm)
- 1989: Großstadtrevier (Fernsehserie, Folge Geiselnahme)
- 1989: Berliner Weiße mit Schuß (Fernsehserie, eine Folge)
- 1992–1993: Gute Zeiten, schlechte Zeiten (Seifenoper)
- 1993: Wolffs Revier (Fernsehserie, Folge Ich knall dich ab)
- 1996: Die Drei (Fernsehserie, Folge Die Todesoperation)

## Hörspiele (Auswahl)
- 1957: William Shakespeare: Ein Sommernachtstraum (Demetrius) – Komposition: Felix Mendelssohn Bartholdy, Regie: Curt Goetz-Pflug (SFB)
- 1959: Thierry: Pension Spreewitz (Der merkwürdige Schauspielschüler Detlev Veersen, Folge 50, Erstsendung am 31. Oktober 1959) (Titelrolle) – Regie: Ivo Veit (RIAS Berlin)
- 1961: Thierry: Pension Spreewitz (Das verlorene Portemonnaie, Folge 97, Erstsendung am 14. Oktober 1961) – Regie: Ivo Veit (RIAS Berlin)
- 1989: Iván Mándy: Der Kranz (Mann 2) – Regie: Raoul Wolfgang Schnell (SDR)